# SC Buochs
O SC Buochs é um clube de futebol com sede em Buochs, Suíça. A equipe compete na Swiss 1. Liga.

## História
O clube foi fundado em 1934. 